# بوليدن اب
بوليدين أب هي شركة سويدية تعمل مع دول عدة في المعادن والتعدين، ومقرها الرئيسي في ستوكهولم. تنتج الشركة الزنك، والنحاس، والرصاص، والنيكل، والفضة، والذهب في عمليات بالسويد، وفنلندا، والنرويج، وأيرلندا.

## تاريخ
استحوذت شركة بوليدين، على صفقة كبرى، في عام 2003 بالتعدين في اتوكومبوس والجذور داخل الزنك والنحاس. يأتي اسم الشركة من منجم بوليدين، على بعد نحو 30 كيلومتر من شمالي غرب مدينة سكيليفتيا السويدية، حيث وجد الذهب في عام 1924. وكانت أحد أكبر وأغنى مناجم الذهب، منذ عام 1967. في أغسطس 2021، التحقت شركة بوليدين مع العديد من شركات التعدين الكبرى الأخرى في العالم وشركة كوماتسو لتعزيز المعادن عديمة الانبعاثات. وفي أغسطس 2021، حصلت شركة بوليدين على المرتبة الثانية بين شركات المعادن التي تقوم باستخبارات في بلومبرج حول الترتيب المنخفض للكاربون. صُنفت بوليدين في المرتبة الثانية بين أكثر شركات التعدين الصديقة للمناخ في ما يتعلق بثنائي أوكسيد الكاربون، بالفعل في 2017.  المناجم تقوم مناجم منطقة الاستكشاف بالتعدين وعمليات الطحن في السويد، وفنلندا، وأيرلندا.
تركز على منتجاتها الرئيسية الزنك، والنحاس، مع بعض الرصاص، والذهب، ومحتوى الفضة. وقد بيعت البضائع المنتجة بين فئة المصاهر الخاصة والعملاء الخارجيين. تملك بوليدن وتدير أوروبا أكبر مناجم الزنك في تارة في أيرلندا. أصبحت تارة جزءًا من بوليدن في أوائل عام 2004، ولكن يبدأ الإنتاج في 1977، منذ أن استُخرج أكثر من 60 مليون طن من الخام. وتمتلك بوليدن أيضًا شركة كاربينبيرك، وهي أقدم منجم في السويد ومازالت تعمل. التعدين في كارينبيرك، أو استخراج المعادن من الأرض، وتبدأ في وقت مبكر من 375 قبل الميلاد.  يكمن المجال في سكيليفتا الغنية بالمعادن داخل منطقة بوليدين، حيث افتتحت نحو 30 من المناجم منذ ان بدأت المنتجات في عام 1920، إذ تدير بوليدين حاليًا رينستروم وكريستينبرج (مناجم تحت الأرض) ومورلداين (فتح حفرة منجم). وأيضًا تمتلك بوليدين وتدير منجم ايتيك المفتوح، وهي إحدى أكبر مناجم النحاس الأوربية. وجود المعادن في ايتيك منخفض، ولكن عوض ذلك من طريق مستويات الإنتاجية العالية، وعمليات الطحن الفعالة، التي تستغل أيضًا محتوى الذهب والفضة في الخام. بُدئ مشروع توسعة من شأنه مضاعفة إنتاج خام ايتيك إلى 36 مليون طن سنويًا بحلول عام 2014، وقد بدأ في عام 2007، وسينتهي في عام 2010. المصاهر تعمل مصاهر منطقة الأعمال على تكرير كل من المعادن المركزة والمواد الثانوية لإنتاج المعادن الأساسية والثمينة في السويد، فنلندا، والنرويج. إن المعادن الأساسية هي الزنك، والنحاس، ولكن إنتاج الرصاص، والذهب، والفضة؛ تشكل أيضًا مساهمة كبيرة في عائدات منطقة العمل. تتضمن المنتجات الأخرى حامض الكبريتيك، وفلوريد الألمنيوم. بوليدين تملك وتشغِّل مصهرين للزنك، واثنين من مصاهر النحاس، ومصهر واحد للرصاص. يعد مصهر كوكولا للزنك في فنلندا ثاني أكبر مصهر في العالم، وتنتج بصفة أساسية سبيكة تستخدم في جلفنة الصفائح المعدنية الرقيقة. في حين ينتج مصهر أودا الزنك لصناعة الصلب، وفلوريد الألمنيوم لصناعة الألمنيوم في النرويج. وعلى الساحل الغربي للنرويج يقع مصهر رونسكر للنحاس في مدينة سكيلي فيتهام، ومنتجاته الرئيسية هي النحاس، والزنك، والكلنكر، والرصاص، والمعادن النفيسة، وينتج المصهر -الذي ينتج حامض الكبريتيك منتجًا ثانويًا لعملياته- معادن من الخردة الإلكترونية والمواد الثانوية الأخرى .ينتج مصهر هارجافالتا للنحاس -الواقع على الساحل الغربي لفنلندا- كاثودات نحاسية تُباع بصفة أساسية لمصنعي السلع شبه المصنعة.